# Vlkas
Vlkas es un municipio del distrito de Nové Zámky en la región de Nitra, Eslovaquia, con una población estimada a final del año 2024 de 303 habitantes.
Se encuentra ubicado al sur de la región, cerca de los ríos Nitra y Hron (cuenca hidrográfica del Danubio) y de la frontera con Hungría.

## Demografía
| Año        | 1994 | 2004     | 2014    | 2024    |
| ---------- | ---- | -------- | ------- | ------- |
| Población  | 380  | 307      | 334     | 303     |
| Diferencia |      | −19,21 % | +8,79 % | −9,28 % |

| Año        | 2023 | 2024    |
| ---------- | ---- | ------- |
| Población  | 316  | 303     |
| Diferencia |      | −4,11 % |